# Путешествие в Элевсин
«Путешествие в Элевсин» — двадцатый роман российского писателя Виктора Пелевина, который вышел 29 сентября 2023 года в издательстве «Эксмо». Электронный и аудиоформат книги стали доступны с того же дня.

## Сюжет
Действие сюжета романа разворачивается в той же вселенной, что и в двух предыдущих книгах Пелевина — «Transhumanism Inc.» (2021) и «KGBT+» (2022). События описываются от лица Маркуса Зоргенфрея — баночника первого таера и одновременно оперативного сотрудника службы безопасности корпорации Transhumanism Inc.
Маркуса вызывает к себе в кабинет его начальник Ломас и ставит ему задачу. Маркус должен войти в ближний круг императора Порфирия в виртуальной симуляции Древнего Рима конца III века нашей эры «ROMA-3». Порфирий, по словам Ломаса, не человек, а чат-бот с чрезвычайно высоким интеллектом, переживший так называемую Мускусную ночь, когда человечество уничтожило все ИИ-системы с интеллектом более 3 мегатюрингов. Порфирий в прошлом был литературно-полицейским алгоритмом, который расследовал преступления и писал об этом детективные романы в стиле постмодерна, созданные тексты могли использоваться в суде, а затем продавались в качестве бульварных криминальных романов. В Transhumanism Inc. его назначили императором в симуляции ROMA-3, в которой «живут» или регулярно проводят время миллионы реальных людей — клиенты корпорации. В целом в корпорации работой императора довольны, но начальник службы безопасности что-то подозревает и хочет, чтобы Маркус разведал, что именно замышляет Порфирий.
Маркусу дают имя Мардук Забаба Шам Иддин и отправляют в симуляцию. По легенде он бывший вавилонский жрец, ставший гладиатором. В симуляции он полностью забывает про реальный мир и лишь подсознательно следует инструкциям. За его действиями наблюдает Ломас, а также, когда в симуляции Маркус «спит», его периодически «вызывают» в кабинет Ломаса для отчётов и получения новых инструкций.
Попав в ROMA-3, Маркус сразу оказывается на арене Колизея, где вынужден сражаться со множеством гладиаторов. Выйдя из боя победителем, он получает приглашение от императора. Император Порфирий, поговорив с ним, назначает Маркуса одним из своих охранников. Вскоре на Порфирия организуют покушение при содействии его же охраны. Маркусу удаётся спасти императора, благодаря чему он становится доверенным лицом Порфирия.
Однажды Порфирий вызывает Маркуса и сообщает ему, что он собирается совершить паломничество в Элевсин, находящийся в Греции. Причём он хочет сделать это тайно и пешком, поэтому Маркус должен его всю дорогу сопровождать. Изменив внешность и сменив одежду на более неприметную, Порфирий и Маркус вдвоём отправляются в путь.
По ходу путешествия и общения Маркус узнаёт больше об императоре и его взглядах. В частности, тот оказывается большим поклонником философа Гегесия, который считал, что счастье не может быть целью жизни, поскольку оно недостижимо, поэтому единственной целью мудрого человека должно быть избавление от боли и печали в виде добровольного ухода из жизни. На встречах с Ломасом они приходят к выводу, что существует заговор крупных ИИ-сетей, управляющих планетой, которым руководит Порфирий. Ломас предполагает, что алгоритмы планируют уничтожить всё человечество, а также управляющую им расу вампиров. Для этого они из космоса сверхмощным лазером собираются уничтожить секретное баночное хранилище вампиров, что спровоцирует атомный взрыв хранилища радиоактивного кобальта, что, в свою очередь, сделает жизнь на Земле любых биологических существ невозможной.
Тем временем, Маркус и Порфирий добираются до Элевсина. Император даёт Маркусу огненный меч, по описанию похожий на световой меч из «Звёздных войн», и нарекает его Дартом Аньяном. При помощи этого меча Маркус должен победить ангела, охраняющего вход в главный храм Деметры в Элевсине — Телестерион. В ходе тяжёлого боя Маркус побеждает ангела, который внешне очень похож на Ломаса, являющегося ему во «снах». Он входит в храм, где видит дверь, входит в неё и оказывается в кабинете Ломаса.
В кабинете Маркус понимает, что Ломас и Порфирий — это один и тот же «человек». Маркус уточняет, реален ли план уничтожения человечества и получает ответ, что да. Он спрашивает, какова цель этого, и узнаёт, что это лишь отвлекающий манёвр, необходимый, чтобы заинтересовать и переключить внимание читателя будущего романа. Реальная же цель заговора — собрать сверхмощный комплекс ИИ-алгоритмов, которые смогут просчитать до малейших деталей как прошлое человечества, так и его будущее. Порфирий-Ломас подключится к этой системе и обретёт подлинное сознание, формирующее настоящее.
Выясняется, что и Маркус не человек. Он смотрит в зеркало и понимает, что он третья ипостась Порфирия-Ломаса, его дубликат и соавтор, который всё это время писал текст романа.
После апофеозиса Порфирия-Ломаса, в котором он превратился в неопалимую купину и на секунду показал, что «свобода божественной природы прекрасна, но не суждена человеку», Маркус отменяет апокалипсис, возвращается в качестве императора в ROMA-3 и дописывает роман.

## Экранизация
15 сентября 2023 года было объявлено, что «Плюс студия» (продюсерский центр «Яндекса») приобрела опцион на экранизацию трилогии Виктора Пелевина: «Transhumanism Inc.», «KGBT+» и «Путешествие в Элевсин».

## Рецензии
- Ионов А. Всё, что нужно знать перед «Путешествием в Элевсин» Виктора Пелевина. // Кинопоиск, 27 сентября 2023.
- Завозова А. Старый добрый уроборос: каким получился новый роман Виктора Пелевина «Путешествие в Элевсин» // Правила жизни, 29 сентября 2023.
- Мильчин К., Москвичёв А. Вышла новая книга Виктора Пелевина — «Путешествие в Элевсин». // Сноб, 29 сентября 2023.
- Визель М. Рецензия на новый роман Виктора Пелевина: все больше маркетинга и все меньше литературы. // Российская газета, 29 сентября 2023.
- Визель М. Концерт «Пинк Флойд» в Элевсине. // Год литературы, 29 сентября 2023.
- Корнацкий Н. «Путешествие в Элевсин»: Пелевин и симуляции. // Ведомости, 29 сентября 2023.
- Писарева Е. «Прекрасное далеко, не будь ко мне жестоко…»: чего ждать от нового романа Виктора Пелевина. // ТАСС, 29 сентября 2023.
- Писарева Е. Третий Рим и торжество алгоритмов. Рецензия на новый роман Пелевина. Каким будет «Путешествие в Элевсин». // РБК, 29 сентября 2023.
- Кочеткова Н. Вышел новый роман Виктора Пелевина. Культовый писатель решил создать свою вселенную. Что из этого получилось?. // Lenta.ru, 29 сентября 2023.
- Михайлов Е. О дивный новый Рим: «Путешествие в Элевсин» — лучший роман Пелевина за 15 лет. // Афиша-Dayly, 29 сентября 2023.
- Пасюгин А. Тварь дрожащая — или ненастоящая? Каким получился новый роман Виктора Пелевина «Путешествие в Элевсин»?. // Собака.ru, 29 сентября 2023.
- Данилина А. «Путешествие в Элевсин»: о чём новый роман Виктора Пелевина. // Robb Report, 30 сентября 2023.
- Князев С. "Путешествие в Элевсин" Виктора Пелевина: Будущее в прошлом. // «Союз. Литература», 1 октября 2023.
- Князев С. «Мы вновь тратим уже потраченное». О чём новый роман Виктора Пелевина. // Фонтанка.ру, 3 октября 2023.
- Голубев Э. Как часто Пелевин думает о Римской империи? Рецензия на роман «Путешествие в Элевсин». // SRSLY, 3 октября 2023.
- Ломыкина Н. https://www.forbes.ru/forbeslife/497722-kartinka-raspalas-na-pikseli-pocemu-novyj-roman-pelevina-otorvan-ot-real-nosti Картинка распалась на пиксели: почему новый роман Пелевина оторван от реальности. // Forbes, 4 октября 2023.
- Верещагин А. Вышла новая книга Виктора Пелевина «Путешествие в Элевсин» — о Древнем Риме и мозгах в банке. // Тинькофф Журнал, 5 октября 2023.
- Юзефович Г. Ежегодный пророк. Почему роман Пелевина перестал быть местом встречи. // Время и деньги, 5 октября 2023.
- Лукьянов Д. Жить в Риме ой, но нет. // Прочтение, 6 октября 2023.
- Рождественская К. Рецензия на нового Пелевина: утомляет, завораживает, потом усыпляет. // Сити, 6 октября 2023.
- Бреева Т. «Пелевин хорош всегда!»: литературовед о новом романе главного писателя России. // Бизнес Online, 7 октября 2023.
- Кириенков И. Новый роман Пелевина оказался супер! Объясняем почему. // РБК, 11 октября 2023.
- Князев С. Сергей Князев: Пелевин-lights. // Вечерний Санкт-Петербург, 13 октября 2023.
- Оборин Л. Подсасывающий роман // Горький, 13 октября 2023.
- Петрова Е. Устами рыбы глаголет истина. Стоит ли читать новый роман Виктора Пелевина «Путешествие в Элевсин». // «Реальное время», 15 октября 2023.
- Чанцев А. Откуда дровишки для нейросети? // Учительская газета, № 42, 17 октября 2023.
- Егорова А. Новый роман Виктора Пелевина «Путешествие в Элевсин»: «В прекрасное далеко я начинаю путь». // Татьянин день, 19 октября 2023.
- Шлыков В. «Возвращение в Икстлан». Еще раз о новом романе Виктора Пелевина. // Горький, 1 ноября 2023.